# L'Hermitage
L'Hermitage (en bretó Ar Peniti, en gal·ló L'Ermitaij) és un municipi francès, situat a la regió de Bretanya, al departament d'Ille i Vilaine. L'any 2006 tenia 3.812 habitants.

## Demografia
| 1962                                       | 1968  | 1975  | 1982  | 1990  | 1999  |
| ------------------------------------------ | ----- | ----- | ----- | ----- | ----- |
| 919                                        | 1.404 | 2.279 | 3.039 | 3.256 | 3.093 |
| Des de 1962: població sense dobles comptes |       |       |       |       |       |

## Administració
| Període   | Identitat          | Partit        |
| --------- | ------------------ | ------------- |
| 2001-2008 | Christian Le Maout | PS            |
| 2008-     | André Chouan       | Divers gauche |